# Vadodara
Vadodara (gudzsaráti nyelven: વડોદરા, Vaḍodǎrā) korábbi nevén Baroda (gudzsaráti nyelven: બરોડા Baroḍā) az indiai Gudzsarát államának harmadik legnépesebb városa (Ahmadábád és Szúrat után) és Vadodara kerület közigazgatási központja. A Barodai egyházmegye püspöki székvárosa. A város szintén ismert Sayaji Nagari (Sayaji Város) néven, amelyet egykori uralkodója, III. Sayajirao Gaekwad maharadzsa után kapott. A gudzsaráti kultúrában betöltött státusza nyomán ugyancsak ismert Sanskari Nagari (A Kultúra Városa) néven is. Lakóinak száma megközelítőleg 1,6 millió fő volt 2011-ben. Itt működik Gudzsarát állam második legnagyobb egyeteme.

## Fekvése és városrészei
A város Ahmedabádtól délkeletre, termékeny síkságon, 39 méteres tengerszint feletti magasságon fekszik. Észak-déli irányban kettészeli a Vishwamitri folyó, amely nyaranta gyakran kiszárad. A folyó keleti partján található az ősi, megerősített Vadadora zsúfolt bazársorokkal, a Gudzsarátra jellemző pol rendszerrel (kunyhókból álló, zárt, a környezetüktől elválasztott, védett lakókörzetekkel) és számtalan vallási célból emelt épülettel. A folyó nyugati partján található modern városrész a gyarmati korszak nyomait viseli magán. Modern lakóépületek mellett itt található a vasútállomás, a Maharaja Sayajirao Egyetem, üzletközpontok, multiplexek és a város új üzleti negyede.

## Éghajlat
A városra trópusi-szavannai éghajlat jellemző. Három évszak váltogatja egymást: a tél, a monszun és a nyár. Az időjárás a monszun időszakától eltekintve száraz. November és február között a hőmérséklet minimuma 15 °C, maximuma 30 °C körül alakul. Januárban a hideg északi szeleknek köszönhetően mérsékelt fagy is előfordul. Március és július között a hőmérséklet minimum 23 °C és maximum 36 °C fok között mozog. Ez utóbbi időszakban a város időjárása rendkívül száraz. A délnyugatról érkező és június közepétől szeptember közepéig tartó monszun aztán csapadékos időjárást hoz: az átlagos csapadék mennyisége az időszakban 93 cm. Ritkán előfordul, hogy a heves esőzések nyomán a folyó kilép medréből. A valaha feljegyzett legmagasabb hőmérséklet 47, a legalacsonyabb -1 °C volt.
Az utóbbi években Vadadodara a fokozódó környezetszennyezéstől szenvedett, amely egyaránt érinti a levegőt, a vizet és a földeket. A környező ipari területekről származó szennyezés az átlaghőmérséklet folyamatos és kellemetlen emelkedését idézte elő mindhárom évszakban. A kemikáliák korlátlan használata a Vishwamitri folyót egyes vélemények szerint egy nagy szennycsatornává változtatta.

## Élővilág
A Vishwamitri folyó Vadodara környéki 25 kilométeres szakasza körülbelül 100 mocsári krokodil élőhelye.

## Közlekedés
A város északkeleti részén található a Vadodara Repülőtér. A város a Delhit Mumbai-jal összekötő 8-as számú autópálya mellett fekszik. A vasút 1861. januárjában érte el Vadodarát. A város a gyarmati idők óta fontos vasúti csomópont, amelyen napi 150 szerelvény halad át.

## Kultúra
Az írni-olvasni tudók aránya Vadodarában 78%, ami jócskán meghaladja az országos átlagot (59,5%). A városban körülbelül 20 állami, és 100 magániskola működik. Az itt működő Maharaja Sayajirao Egyetem ez egyetlen olyan felsőoktatási intézmény Gudzsarát államban, ahol kizárólag angol nyelven folyik az oktatás.

## Nevezetességek
- Laksmi Vilász palota

## Külső hivatkozások
- Vadodara hivatalos weboldala

## Fordítás
- Ez a szócikk részben vagy egészben  a   Vadodara című angol Wikipédia-szócikk ezen változatának fordításán alapul.  Az eredeti cikk szerkesztőit annak laptörténete sorolja fel. Ez a jelzés csupán a megfogalmazás eredetét és a szerzői jogokat jelzi, nem szolgál a cikkben szereplő információk forrásmegjelöléseként.